# 조천중학교
조천중학교(朝天中學校)는 대한민국 제주특별자치도 제주시 조천읍 신촌리에 있는 공립 중학교이다.

## 학교 연혁
- 1950년 6월 17일 : 중학교 4년제 8학급 설립 인가
- 1950년 12월 1일 : 개교
- 1951년 8월 21일 : 학칙 변경 3년제 중학교 6학급 인가
- 1963년 6월 1일 : 문교부 지정 체육시설 연구학교
- 2001년 9월 25일 : 학교 잔디 운동장 조성
- 2002년 2월 1일 : 다목적 강당(청솔관) 준공
- 2018년 2월 28일 : 소나무 쉼터 야외학습장 조성
- 2022년 9월 1일 : 제35대 교장 문정배 교장 부임
- 2023년 3월 : 제주형자율학교 다恵디배움학교 운영(재지정) (~ 2027.02.)
- 2024년 1월 4일 : 제73회 졸업(졸업생 115명, 졸업생 총수 9,614명)
- 2024년 3월 4일 : 2024학년도 입학(입학생 106명 남자 60명, 여자 46명)

## 참고 자료
- 조천중학교 - 한국교육학술정보원 학교알리미